# Морган (місячний кратер)
Кра́тер Мо́рган (лат. De Morgan) — невеликий метеоритний кратер в зоні південно-західного узбережжя Моря Спокою на видимому боці Місяця. Назва присвоєна на честь шотландського математика і логіка Аугустуса де Моргана (1806—1871) й затверджена Міжнародним астрономічним союзом у 1935 році.

## Опис кратера

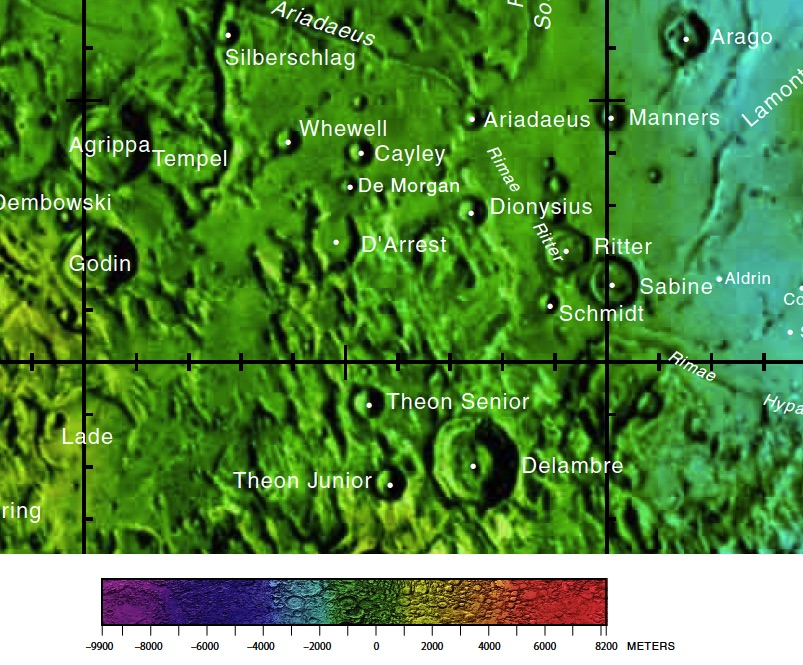
Околиці кратера Морган. Фрагмент карти видимого боку Місяця.

Найближчими сусідами кратера є кратер Вевелл на північному заході; кратер Кейлі на півночі; кратер Діонісій на сході південному сході і кратер Дарре на півдні. На північному заході від кратера Морган розташоване Море Парів; на північний схід — Море Спокою. Селенографічні координати центра кратера 3°19′ пн. ш. 14°53′ сх. д. / 3.31° пн. ш. 14.89° сх. д., діаметр 9,7 км, глибина 1870 м.
Кратер Морган має циркулярну чашоподібну форму. Внутрішній схил валу гладкий, спускається до невеликої ділянки плоского дна. Висота валу над навколишньою місцевістю сягає 370 м, об'єм кратера становить приблизно 40 км³. У чаші кратера є два маленьких пагорби. За морфологічними ознаками кратер належить до типу BIO (за назвою типового представника цього класу — кратера Біо).
Сателітні кратери відсутні